# Thượng Vực
Thượng Vực là một xã thuộc huyện Chương Mỹ, thành phố Hà Nội, Việt Nam.
Xã có diện tích 4,79 km², dân số năm 2022 là 7.323 người, mật độ dân số đạt 1.528 người/km². Đơn vị thôn, xóm: An Mỹ, An Thượng, Đồng Luân, Trung Vực Ngoài, Trung Vực Trong.